# Resolució 358 del Consell de Seguretat de les Nacions Unides
La Resolució 358 del Consell de Seguretat de les Nacions Unides, fou aprovada per unanimitat el 15 d'agost de 1974. Preocupat profundament per la continuació de la violència i el vessament de sang a Xipre i deplorant l'incompliment de la resolució 357, el Consell va recordar les seves resolucions anteriors al respecte i va insistir en la seva plena aplicació i que totes les parts observin de seguida i estrictament l'alto el foc.